# Villa Verdi

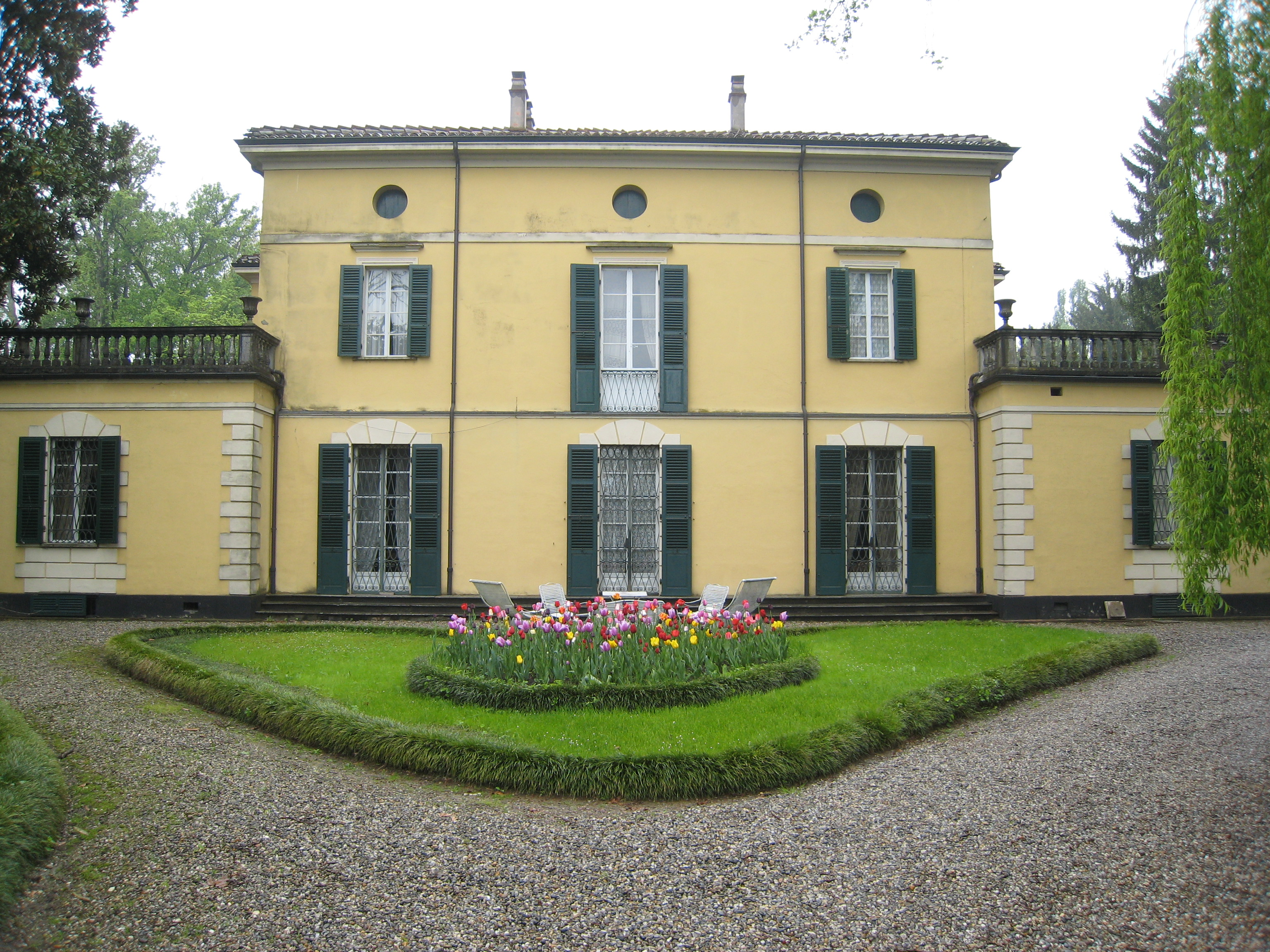
Villa Verdi

Die Villa Verdi, oft auch Villa Sant’Agata genannt, ist ein Landhaus in Sant’Agata Verdi, einem Ortsteil von Villanova sull’Arda in der italienischen Region Emilia-Romagna. Sie war die Residenz, in der Giuseppe Verdi 50 Jahre lang lebte.

## Verdi und die Villa Sant’Agata
Das Anwesen kaufte Verdi 1848; zu diesem Zeitpunkt wohnte der Meister im Palazzo Orlandi in Busseto, einem historischen Palast in der Ortsmitte.

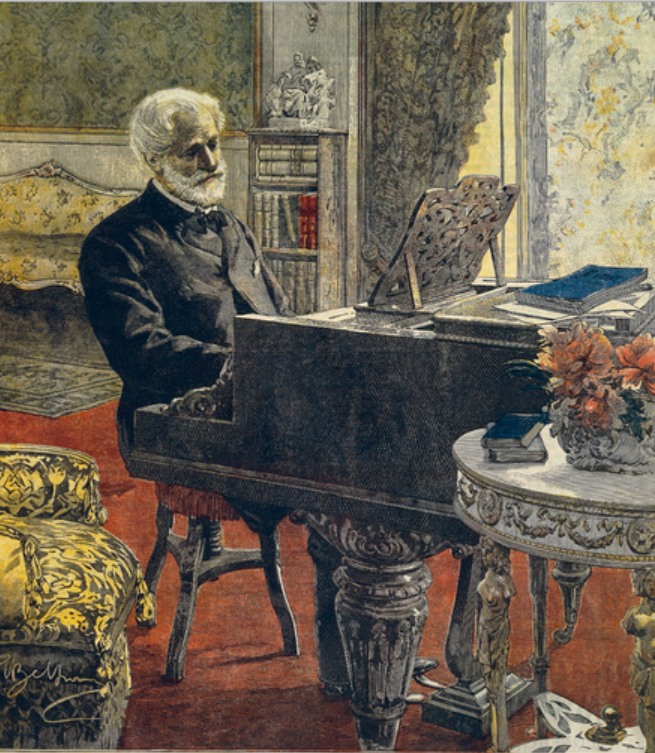
Giuseppe Verdi spielt anlässlich seines 86. Geburtstags Klavier in der Villa Sant’Agata. (Abbildung entnommen aus «La Domenica del Corriere», von Achille Beltrame, 1899)

Nach dem Kauf des Grundstücks, das bis zum Ufer des Po reichte, beschloss der Meister, ein Landhaus errichten zu lassen, das, wie es heute zu sehen ist, 1880 fertiggestellt wurde. Ursprünglich kaufte Verdi das Haus für seine Eltern, Carlo Verdi und Luigia Uttini, die nach dem Willen des Komponisten in die Villa Sant’Agata geschickt wurden, aber nach dem Tod seiner Mutter lebte sein Vater wieder in Busseto. Verdi und Giuseppina Strepponi, die Opernsängerin, mit der er zusammenlebte, bevor er sie 1859 heiratete, zogen 1851 nach Sant’Agata.
Verdi ließ zwei Flügel an das ursprüngliche Haus anbauen und das Ganze mit einer imposanten Terrasse an der Fassade, Gewächshäuser, einer Kapelle und einer Remise für die Kutschen hinter dem Haus komplettieren. Verdi und seine Giuseppina verbrachten viel Zeit mit der Erweiterung des Parks, der das Haus umgibt, und mit der Pflanzung von Bäumen, darunter auch einige exotische Arten. Der Musiker kümmerte sich persönlich um die Verwaltung der landwirtschaftlichen Flächen, so sehr, dass er bei der Volkszählung als seinen Beruf „Landwirt“ angab.
In der Villa hatte Meister Verdi zahlreiche Freunde zu Gast, darunter den Librettisten und Komponisten Arrigo Boito. Nach dem Tod seiner Gattin 1897 wohnte der Meister weiterhin in Sant’Agata, wenn auch weniger eifrig, jedoch liebte es Verdi in seinen letzten Jahren, die Winterzeit im Grand Hotel et de Milan in Mailand zu verbringen, wo er 1901 verstarb.

## Das Museum

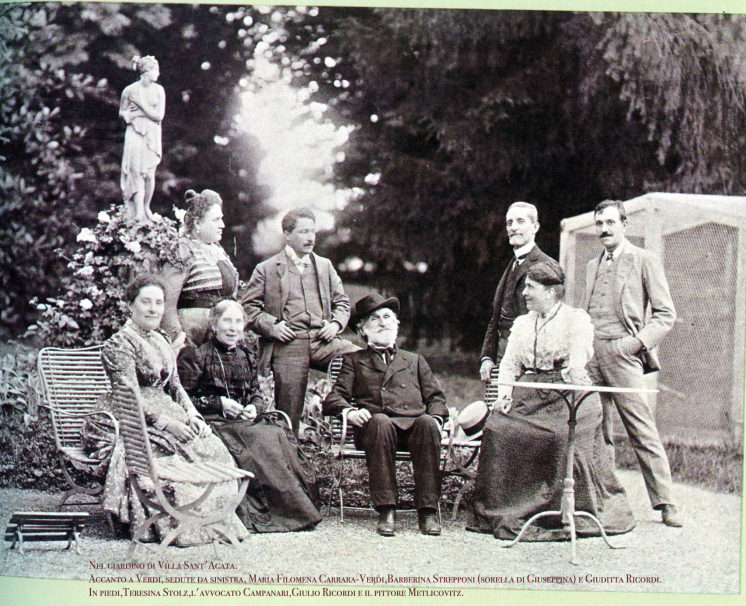
Verdi mit seiner Familie in den Gärten der Villa Ende des 19. Jahrhunderts

Nach dem Tod des Komponisten wurde die Villa zu einem Museum, in dem man die öffentlich zugänglichen Räume besichtigen kann, darunter die Schlafkammer Verdis, die der Strepponi, das Ankleidezimmer, den Arbeitsraum mit dem Klavier des Meisters und das Zimmer im Grand Hotel et de Milan, wo er sich aufhielt. Außerhalb des Landhauses kann man den großen Park mit der Grotte, das Eishaus und die sehr schöne Rote Brücke, sowie die Kutschen und die Keller, besichtigten.